# Удаявани
«Удаявани» (канн. ಉದಯವಾಣಿ — «Утренний голос»; Udayavani) — индийская ежедневная газета на языке каннада. Выпускается в штате Карнатака и за её пределами — в Мумбаи. Основана в январе 1970 года Мохандасом Паем и Т. Сатишем У. Паем.
В родственные издания «Удаявани» входят журналы «Рупатара», «Таранга», «Тунтуру» и «Тушара».
В 2002 году аудитория газеты составляла 1,16 млн читателей; в 2003 году тираж насчитывал 186,5 тыс. По состоянию на май 2019 года «Удаявани» является одной из самых популярных ежедневных каннадаязычных газет, аудитория которой составляет 3,324 млн читателей.